# Amblypodia querceti
Amblypodia querceti är en fjärilsart som beskrevs av Moore 1857. Amblypodia querceti ingår i släktet Amblypodia och familjen juvelvingar. Inga underarter finns listade i Catalogue of Life.